# Glageon
Glageon is een gemeente in het Franse Noorderdepartement (Frans: département du Nord) (regio Hauts-de-France). De plaats maakt deel uit van het arrondissement Avesnes-sur-Helpe. Glageon telde op 1 januari 2022 1.732 inwoners.

## Geografie
De oppervlakte van Glageon bedroeg op 1 januari 2022 11,77 vierkante kilometer; de bevolkingsdichtheid was toen 147,2 inwoners per km².

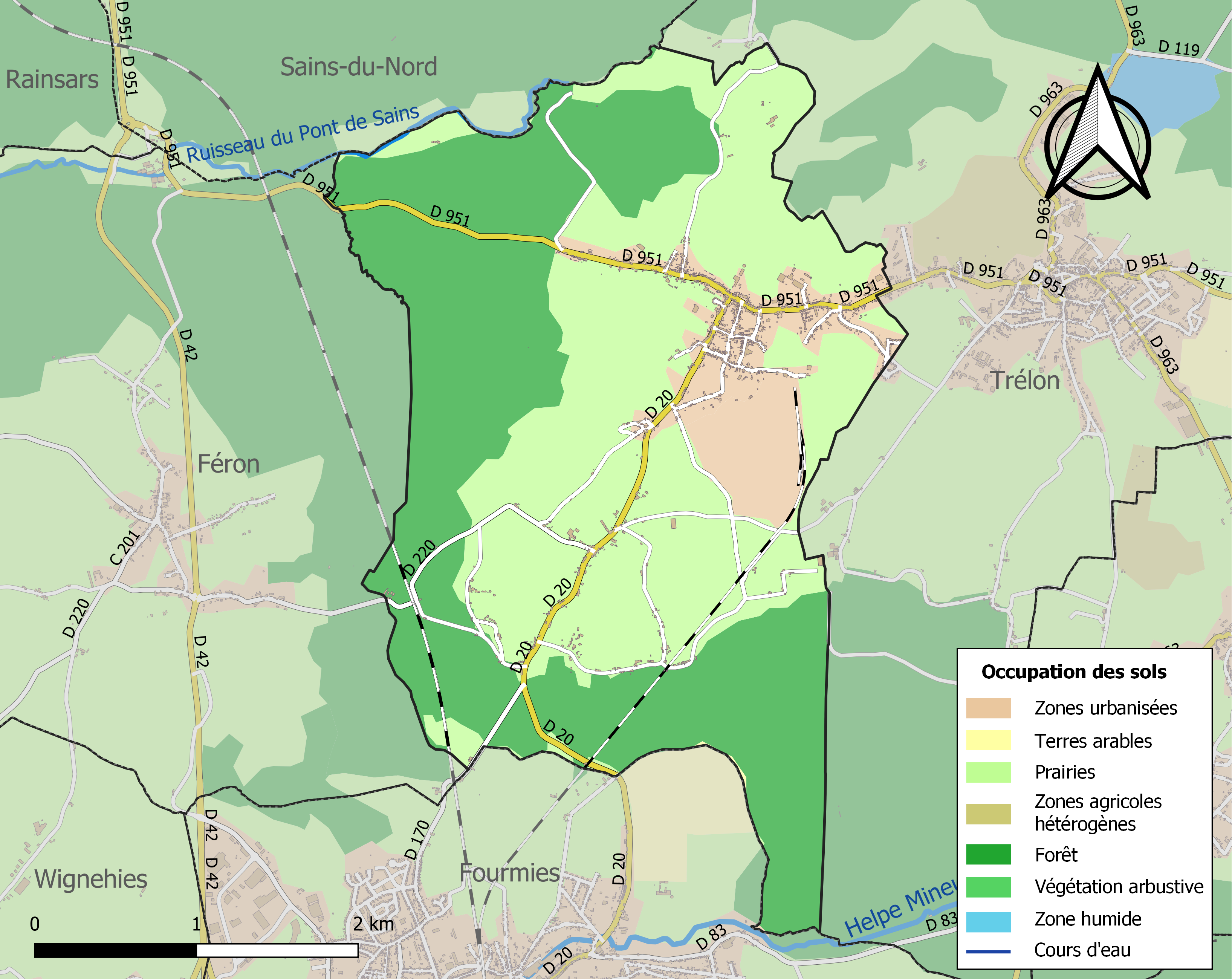
Kaart van de gemeente met belangrijkste infrastructuur, bodemgebruik en omliggende gemeenten

## Demografie
Onderstaande figuur toont het verloop van het inwonertal (bron: INSEE-tellingen).